# Асоційоване підприємство
Асоційоване підприємство (компанія) — підприємство, у якому інвестору прямо або через дочірні компанії належить понад 20 відсотків голосів (пакет акцій), тобто підприємство в якому інвестор має суттєвий вплив і яке не є дочірнім або спільним підприємством інвестора.
Якщо інвестор прямо або через дочірні компанії володіє менш як 20% голосів об'єкта інвестування, тоді виконуються щонайменше дві з таких умов:
- інвестор (банк) має представників у раді директорів або аналогічному керуючому органі компанії;
- інвестор (банк) бере участь у визначенні стратегії та операцій компанії;
- здійснюється обмін управлінським персоналом між інвестором (банком) та компанією;
- інвестор (банк) надає компанії суттєву технічну інформацію;

Така компанія (підприємство) також вважається асоційованою.